# ماهواره‌بر سفیر
ماهواره‌بر سفیر،  اولین موشک ماهواره‌بر ساخت ایران بود که ماهواره امید را در بهمن ۱۳۸۷ در مدار نزدیک زمین با حضیض ۲۴۵ کیلومتری قرار داد. با ساخت این موشک ایران به عنوان نهمین کشور جهان با توانمندی ارسال ماهواره به فضا تبدیل شد. 

سیمرغ یک ماهواره‌بر بزرگتر مبتنی بر فناوری‌های سفیر است که جایگزین سفیر شده است و گاهی به آن به عنوان «سفیر-۲» نیز اشاره می شود.

## مشخصات
طول ماهواره بر سفیر ۲۲ متر، قطر آن ۱٫۲۵ متر و وزن پرتابی آن ۲۶ تن می‌باشد. این ماهواره‌بر متشکل از دو مرحله است؛ مرحله اول آن از یک موتور تیپ ندونگ/شهاب-۳ با ترکیب سوخت (C
۲N
۲H
۸\N۲O۴) و قدرت رانش ۳۷ تن بهره می‌برد، مرحله دوم ماهواره‌بر از یک جفت موتور کوچک تر (که در اصل موتور های vernier یا هدایتی موشک آر-۲۷ شوروی هستند) که از همان سوخت مرحله اول استفاده میکنند و قدرت رانش۳٫۵ تنی را دارند بهره می‌برد.این چینش مراحل قابلیت قرار دادن محموله‌ای ۵۰ کیلویی در مدار نزدیک زمین را به ماهواره‌بر سفیر میدهد.
ماهواره‌بر سفیر دارای بیش از ۱۰ هزار نوع قطعه در اجزای مختلف اعم از موتور، بدنه، هدایت و کنترل است که کارشناسان رشته‌های مختلف دانشگاهی طی ۱۰ سال ساخت تمامی اجزای آن را بومی کرده‌اند.

## مدل های سفیر

### کاوشگر
کاوشگر موشک ژرفاسنجی بود که برای هموارسازی و میسر کردن پرتاب سفیر، در ۱۵ بهمن ۱۳۸۶ برای پروازی زیرمدازی پرتاب شد. بنا بر اطلاعات موجود این موشک تا ارتفاع دستکم ۲۰۰ کیلومتری پرواز کرده و در تمام مسیر با حفظ ارتباط با ایستگاه های زمینی داده های تولید شده توسط حسگرهای موجود در خود را منتقل کرده است تا آزمایش های محیطی در شرایطی که ماهواره امید قرار بود حمل شود به انجام رسیده و در نتیجه آن آخرین اصلاحات روی ماهواره به انجام برسد. در واقع هدف از پرتاب کاوشگر۱ آزمایش و سنجش کارکرد مطلوب آن در حمل ماهواره و وضعیت رخ دهنده برای زیر سامانه‌های ماهواره در شتاب بالا، شرایط دما و خلأ است.

### سفیر-۱آ
ماهواره‌بر سفیر در دو نسل ساخته شده که به نام‌های ۱-آ و ۱-ب شناخته می‌شوند. ماهواره‌بر سفیر ۱-آ از بهینه‌سازی موتور ترمزی مرحله دوم، سیستم جداسازی ماهواره، حسگرها و سیستم تله‌متری، تجهیزات زمینی و هدایت و کنترل و پایگاه پرتاب با افزایش ارتفاع حضیض مداری از ۲۵۰ کیلومتر به ۲۷۵ کیلومتر بهره می‌برد.

### سفیر-۱ب
ماهواره‌بر سفیر ۱-ب نسل تکمیل‌شده این ماهواره‌بر است که نیروی پیشران موتور آن از ۳۲ تن به ۳۷ تن افزایش یافته و همچنین موتور های مرحله دوم آن نیز بهینه‌سازی شده و قابلیت جهت دهی رانش به آنها اضافه گردیده است. در نتیجه قابلیت حمل ماهواره تا وزن ۵۰ کیلوگرم در مدار بیضوی ۳۰۰-۴۵۰ کیلومتری  ارتقا یافته است.

## بازنشستگی
در حین معرفی ماهواره‌بر ذوالجناح در برنامه چرخ صدا و سیما،سید احمد حسینی، سخنگوی فضایی وزارت دفاع اعلام کرد که ماهواره‌بر سفیر هم اکنون بازنشسته شده است و دیگر برنامه ای برای پرتاب آن وجود ندارد.

## تاریخچه پرتاب

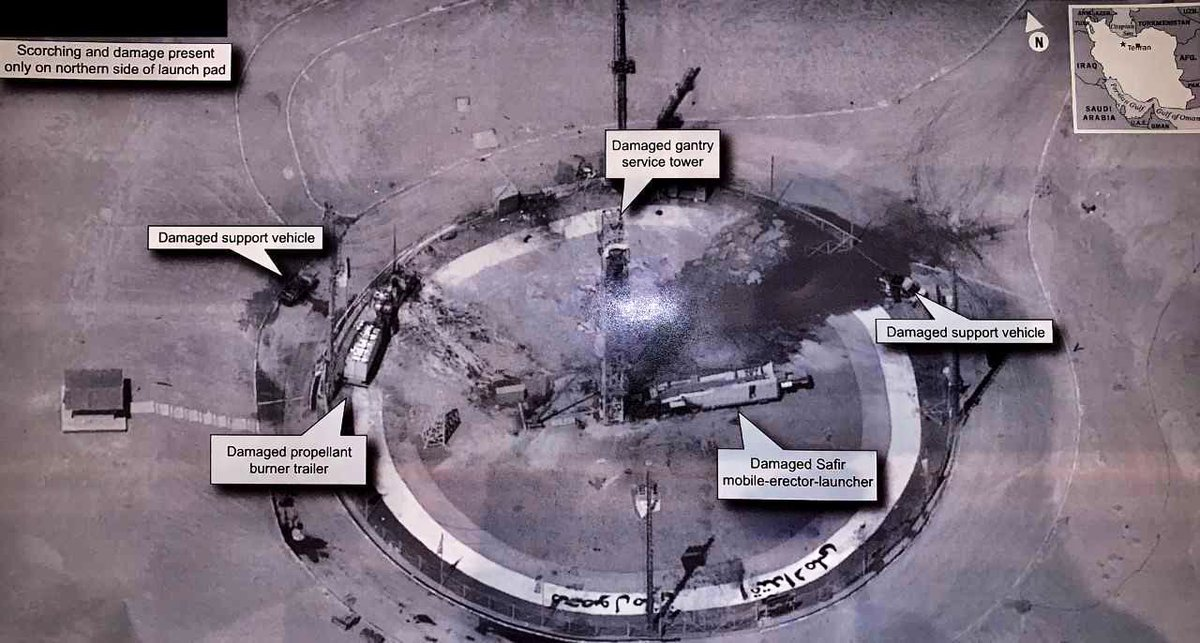
انتشار تصویر انفجار ماهواره‌بر سفیر توسط دونالد ترامپ. این آخرین پرتاب سفیر بود.

| شماره پرتاب | تاریخ                        | محموله          | مدل     | نتیجه پرتاب | توضیحات |
| ----------- | ---------------------------- | --------------- | ------- | ----------- | --- |
| ۱           | ۲۷ مرداد ۱۳۸۷                | هیچ/نامعلوم     | سفیر-۱  | نامعلوم     | اولین پرواز زیرمداری. |
| ۲           | ۱۴ بهمن ۱۳۸۷                 | ماهواره امید    | سفیر-۱  | موفق        | اولین پرتاب موفقیت‌آمیز سفیر که ایران را به نهمین کشور با قابلیت پرتاب ماهواره بومی تبدیل کرد. |
| ۳           | ۲۵ خرداد ۱۳۹۰                | ماهواره رصد     | سفیر-۱آ | موفق        | اولین پرتاب مدل ارتقا یافته سفیر-۱آ. |
| ۴           | ۱۴ بهمن ۱۳۹۰                 | ماهوره نوید     | سفیر-۱ب | موفق        | مدل جدید سفیر با ۲۰ درصد نیرو رانش بیشتر. |
| ۵           | از ۲۹ اردیبهشت تا ۱ تیر ۱۳۹۱ | هیچ/نامعلوم     | سفیر-۱ب | ناموفق      | تصاویر ماهواره ای جای انفجار را در سکوی پرتاب نشان می دهند ، که نشان می دهد احتمال یک پرتاب وجود داشته است. هیچ مقام رسمی پرتاب را تأیید نکرده است. ممکن است این یک آزمایش موتور یا خرابی موشک در ارتفاع زیاد باشد. |
| ۶           | ۱۴ بهمن ۱٣۹۳                 | ماهواره فجر     | سفیر-۱ب | موفق        | اولین ماهواره ایرانی با قابلیت مانور مداری. |
| ۷           | ۱۶ بهمن ۱۳۹۷                 | ماهواره دوستی   | سفیر-۱ب | ناموفق      | تصاویر ماهواره‌ای حاکی از یک پرتاب ناموفق از پایگاه فضایی سمنان هستند. |
| ۸           | ۷ شهریور ۱۳۹۸                | ماهواره ناهید-۱ | سفیر-۱ب | ناموفق      | آخرین پرتاب سفیر که در حین سوختگیری ماهواره‌بر منفجر شد. |

## گالری

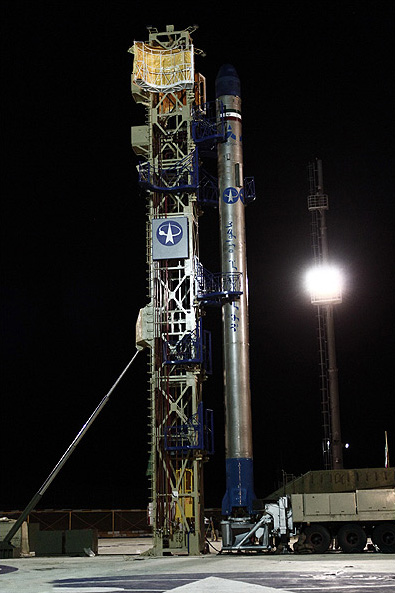
پرتاب ماهواره نوید
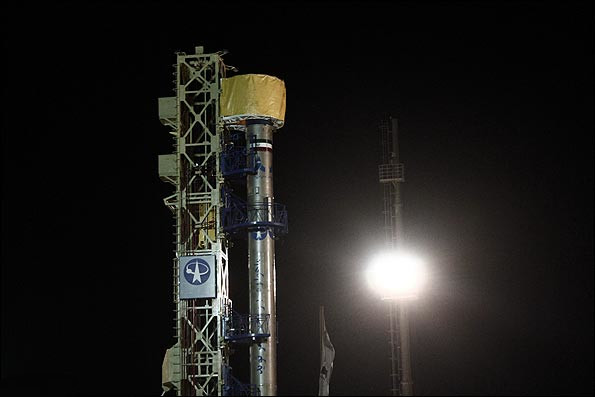
پرتاب ماهواره نوید